# Victor Bordereau
Victor Bordereau est un rameur français né le 23 février 1985 à Reims.

## Biographie
Victor Bordereau remporte la médaille d'or en quatre sans barreur aux Mondiaux junior de 2002. Médaillé d'argent en quatre avec barreur aux Mondiaux des moins de 23 ans 2007, il remporte en 2008 la médaille d'or en huit aux Championnats d'Europe d'aviron 2008.